# Advanced Format

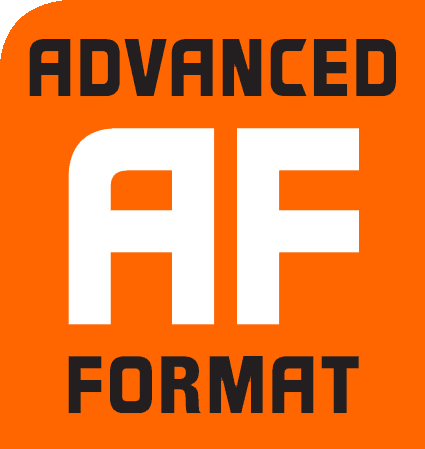

È detto Advanced format (AF) ("formattazione avanzata") qualsiasi formattazione del settore del disco utilizzata per archiviare i dati su dischi magnetici nelle unità disco rigido (HDD) che supera 512, 520 o 528 byte per settore, come i settori 4096, 4112, 4160 e 4224 -byte (4 KB) di un Advanced Format Drive (AFD). Settori più ampi consentono l'integrazione di algoritmi di correzione degli errori più forti per mantenere l'integrità dei dati a densità di archiviazione più elevate.
Il format avanzato è anche considerato una tecnologia fondamentale nella storia dell'archiviazione degli HDD, in cui i dati sono stati generalmente elaborati in segmenti da 512 byte almeno dall'introduzione di HDD di fascia consumer nei primi anni '80 e in blocchi simili o più piccoli in campo professionale dall'invenzione degli HDD nel 1956.

## Storia
L'uso di settori di dati lunghi è stato suggerito nel 1998 in un tecnical paper pubblicato dal National Storage Industry Consortium (NSIC) richiamando l'attenzione sul conflitto tra continui aumenti della densità areale e il tradizionale formato da 512-byte-per-settore utilizzato nei dischi rigidi. Senza innovazioni rivoluzionarie nelle tecnologie dei sistemi di registrazione magnetica, nelle densità d'area e con esse nelle capacità di archiviazione, le unità disco fisso sono state proiettate nel ristagno.
L'organizzazione commerciale del settore dello storage, International Disk Drive Equipment and Materials Association (IDEMA), ha risposto organizzando il comitato IDEMA Long Data Sector nel 2000, dove IDEMA e i principali fornitori di hardware e software hanno collaborato alla definizione e allo sviluppo di standard che disciplinano i settori dei dati lunghi, compresi i metodi con cui sarebbe supportata la compatibilità con i componenti di elaborazione legacy. Nell'agosto 2005, Seagate ha inviato test drive con settori fisici 1K a partner industriali per i test.: Nel 2010 sono stati completati gli standard di settore per la prima generazione ufficiale di settori di dati lunghi che utilizzano una configurazione di 4096 byte per settore o 4K. Tutti i produttori di dischi rigidi si sono impegnati a spedire nuove piattaforme per dischi rigidi per prodotti desktop e notebook con la formattazione del settore Advanced Format entro gennaio 2011.
Il termine formattazione avanzata (advanced format, AF) è stato coniato per coprire ciò che ci si aspettava sarebbero diventate diverse generazioni di tecnologie per il settore dei dati lunghi, e il suo logo è stato creato per distinguere le unità disco rigido basate sul settore dei dati lunghi da quelle che utilizzano legacy 512-, 520- o 528- settori byte.

## Panoramica
| Descrizione                                  | Settore a 512 byte | Settore 4096 byte |
| -------------------------------------------- | ------------------ | ----------------- |
| Spazio, sincronizzazione, segno di indirizzo | 15 byte            | 15 byte           |
| Dati utente                                  | 512 byte           | 4096 byte         |
| Codice di correzione errori                  | 50 byte            | 100 byte          |
| Totale                                       | 577 byte           | 4211 byte         |
| Efficienza                                   | 88,7%              | 97,3%             |

| 0                | 1                | 2                | 3                | 4                | 5                | 6                | 7                | 8                | 9                | 10               | 11               | 12               | 13               | 14               | 15               |
| Settore fisico 1 | Settore fisico 1 | Settore fisico 1 | Settore fisico 1 | Settore fisico 1 | Settore fisico 1 | Settore fisico 1 | Settore fisico 1 | Settore fisico 2 | Settore fisico 2 | Settore fisico 2 | Settore fisico 2 | Settore fisico 2 | Settore fisico 2 | Settore fisico 2 | Settore fisico 2 |

L'advanced format di prima generazione, tecnologia del settore a 4K, utilizza la superficie di archiviazione dei media in modo più efficiente, combinando i dati che sarebbero stati archiviati in otto settori da 512 byte in un singolo settore di 4096 byte (4 KB) di lunghezza. Gli elementi chiave di progettazione dell'architettura tradizionale del settore a 512 byte sono stati mantenuti: in particolare i marker di identificazione e sincronizzazione all'inizio e l'area di codifica della correzione degli errori (ECC) alla fine del settore. Tra l'intestazione del settore e le aree ECC, vengono combinati otto settori a 512 byte, eliminando la necessità di aree di intestazione ridondanti tra ogni singolo blocco di dati a 512 byte. Il Long Data Sector Committee ha selezionato la lunghezza del blocco da 4K per lo standard AF di prima generazione per diversi motivi, tra cui la sua corrispondenza con le dimensioni di paging utilizzate dai processori e alcuni sistemi operativi, nonché la sua correlazione con le dimensioni delle transazioni standard nei sistemi di database relazionali.
I guadagni in termini di efficienza della formattazione derivanti dalla struttura del settore 4K vanno dal 7 all'11% nello spazio del piatto fisico. Il formato 4K offre spazio sufficiente per espandere il campo ECC da 50 a 100 byte per accogliere i nuovi algoritmi ECC. La copertura ECC migliorata migliora la capacità di rilevare e correggere errori di dati elaborati oltre la lunghezza del difetto di 50 byte associata al formato legacy settoriale di 512 byte. Lo standard Advanced Format utilizza la stessa configurazione gap, sincronizzazione e contrassegno indirizzo del tradizionale layout settoriale a 512 byte, ma combina otto settori da 512 byte in un campo dati.

Efficienza del formato del disco rigido con tecnologia Advanced Format 4K ed ECC distribuito

Essendoci un numero enorme di unità disco rigido legacy che si basano su settori a 512 byte distribuite fino alla metà del 2010, molti sistemi, programmi e applicazioni che accedono all'unità disco rigido sono progettati attorno al sistema convenzionale da 512 byte per settore. L'impegno tempestivo con il Long Data Sector Committee ha offerto l'opportunità ai fornitori di componenti e software di prepararsi alla transizione al formato avanzato.
Ad esempio, Windows Vista, Windows 7, Windows Server 2008 e Windows Server 2008 R2 (con alcuni hotfix installati) supportano unità in formato 512e (ma non 4Kn), come le versioni contemporanee di FreeBSD e Linux. Mac OS X Tiger e versioni successive possono utilizzare unità Advanced Format e OS X Mountain Lion 10.8.2 supporta inoltre la crittografia di questi. Windows 8 e Windows Server 2012 supportano anche il formato avanzato 4Kn. Oracle Solaris 10 e 11 supportano unità disco fisso 4Kn e 512e per file system ZFS non-root, mentre la versione 11.1 fornisce supporto di installazione e avvio per dispositivi 512e.

## Categorie
Tra le iniziative riguardanti l'advanced format intraprese dal Long Data Sector Committee, sono stati anche affrontati i metodi per mantenere la retrocompatibilità con le soluzioni di elaborazione legacy. A tal fine, sono state create diverse categorie di dispositivi di formattazione avanzata.

### 512e
Molti componenti hardware e software di computer host presuppongono che il disco rigido sia configurato attorno a limiti di settore di 512 byte. Ciò include una vasta gamma di elementi tra cui chipset, sistemi operativi, motori di database, strumenti di partizionamento e imaging del disco rigido, utilità di backup e file system, nonché una piccola parte di altre applicazioni software. Al fine di mantenere la compatibilità con i componenti di elaborazione legacy, molti fornitori di dischi rigidi supportano le tecnologie Advanced Format sul supporto di registrazione accoppiato con il firmware di conversione da 512 byte. I dischi rigidi configurati con settori fisici a 4096 byte con firmware a 512 byte sono indicati come unità di emulazione Advanced Format 512e o 512. 

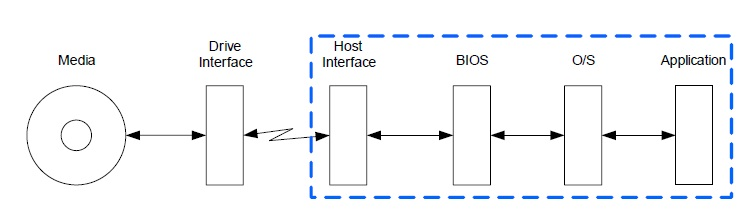
Potenziali aree utilizzando codice basato su 512 byte

La traduzione del formato fisico da 4096 byte in un incremento virtuale da 512 byte è trasparente per l'entità che accede al disco rigido. I comandi di lettura e scrittura vengono inviati alle unità a formattazione avanzata nello stesso formato delle unità legacy. Tuttavia, durante il processo di lettura, il disco rigido Advanced Format carica l'intero settore di 4096 byte contenente i dati richiesti da 512 byte nella memoria situata sull'unità. Il firmware di emulazione estrae e riformatta i dati specifici in un blocco di 512 byte prima di inviarli all'host. L'intero processo si verifica in genere con un peggioramento minimo o nullo delle prestazioni.
Il processo di traduzione è più complicato quando si scrivono dati che non sono multipli di 4K o non allineati a un limite 4K. In questi casi, il disco rigido deve leggere l'intero settore di 4096 byte contenente i dati di destinazione nella memoria interna, integrare i nuovi dati nei dati esistenti in precedenza e quindi riscrivere l'intero settore di 4096 byte sul supporto del disco. Questa operazione, nota come lettura-modifica-scrittura (RMW), può richiedere un'ulteriore rivoluzione dei dischi magnetici, con un impatto percettibile sulle prestazioni per l'utente del sistema. L'analisi delle prestazioni condotta da IDEMA e dai produttori di dischi rigidi indica che circa il 5-10 percento di tutte le operazioni di scrittura in un tipico ambiente utente di PC aziendali potrebbe essere disallineato e incorrere in una penalità per le prestazioni RMW.
Quando si utilizzano unità a formattazione avanzata con sistemi operativi legacy, è importante riallineare l'unità disco utilizzando il software fornito dal produttore del disco rigido. Il riallineamento del disco è necessario per evitare una condizione di degrado delle prestazioni nota come cluster straddling in cui una partizione spostata fa sì che i cluster di filesystem si estendano su settori parziali dei dischi fisici. Poiché l'allineamento da cluster a settore viene determinato durante la creazione di partizioni del disco rigido, il software di riallineamento viene utilizzato dopo il partizionamento del disco. Questo può aiutare a ridurre il numero di scritture non allineate generate dall'ecosistema del computer. Ulteriori attività per preparare le applicazioni per il passaggio alle tecnologie di formattazione avanzata sono guidate dal Long Data Sector Committee e dai produttori di dischi rigidi. [ necessita di aggiornamento ]

### 4K nativo

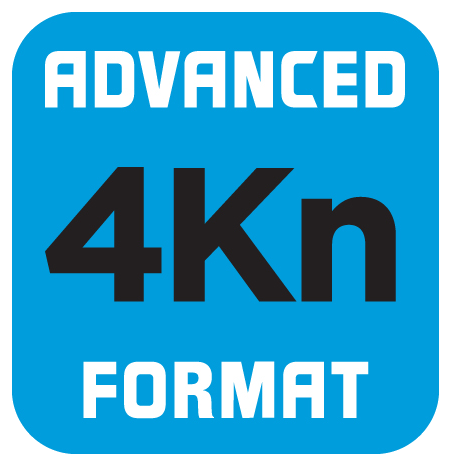
Logo di formato avanzato 4K nativo

Per i dischi rigidi che funzionano in modalità nativa 4K, non è presente alcun livello di emulazione e il supporto del disco espone direttamente le dimensioni del settore fisico 4096, 4112, 4160 o 4224 byte al firmware del sistema e al sistema operativo. In questo modo, l'organizzazione dei settori logici esternamente visibili delle unità native 4K sono direttamente mappate sulla loro organizzazione dei settori fisici interni. Da aprile 2014, unità disco rigido native 4K di classe enterprise sono state rese disponibili sul mercato.
Disponibilità del supporto per I settori logici 4KB all'interno dei sistemi operativi differiscono tra i loro tipi, fornitori e versioni. Ad esempio, Microsoft Windows supporta unità native 4K da Windows 8 e Windows Server 2012 (entrambi rilasciati nel 2012), e Linux supporta unità native 4K a partire dal kernel Linux versione 2.6.31 e util-linux-ng  versione 2.17 (rilasciate rispettivamente nel 2009 e 2010).
La versione a colori del logo che indica un l'unità nativa 4K  è diversa sotto alcuni aspetti dal logo 512e, con quattro angoli arrotondati, uno sfondo blu e il testo "4Kn" al centro del logo.